# Ϡ
Ϡ, ϡ（サンピ、ギリシア語: σαμπί）は、使われなくなったギリシア文字の一つ。現在は数字の900としてのみ用いられる。

## 音素文字としての使用
紀元前6世紀から5世紀のアナトリア半島のイオニア方言で、後のイオニア方言ではσσ(ss)と書かれる場所にTのような形の文字（Ͳ）が使われている。例: ΕΛΑͲΟΝΟΣ (ἐλάσσονος)「より小さい（属格）」、 ΤΕͲΑΡΑϘΟΝΤΑ (τεσσαράκοντα)「40」。また、ギリシア語が借用した非ギリシアのエーゲ文明の言語にもこの音があったようであり、借用語や固有名詞にこの字が出現する。例: ΘΑΛΑͲΗΣ (θαλάσσης)「海（属格）」、ΑΛΙΚΑΡΝΑͲΕΩΝ (Ἁλικαρνασσέων)「ハリカルナッソス人（複数属格）」。
キュプロス文字で書かれたアルカディア方言でも単なる/s/とは異なる文字を使用しており、おそらく破擦音だった。
歴史的にはギリシア祖語で *k(ʷ)(ʰ)y, *t(ʰ)y, *tw に由来する音がまず /tʃ/ ないし /ts/ のような音に変化し、「Ͳ」はこの音を表していると考えられる。後にアッティカ、ボイオーティア、クレタ島の方言では「ττ」(tt)、それ以外の方言では「σσ」(ss)に変化した。
文字の起源は不明だが、/ts/ という音を表した点から考えれば、フェニキア文字のツァデに由来するかもしれない。ただし、ツァデならば本来「Π」の後ろに置かれるはずで、数字としてのサンピがΩの後に置かれて900を表す点は異なる。フェニキア文字ツァデに由来する文字としては、Σ（シグマ）と同じ /s/ を表すために一部の地域で使われた Ϻ（サン）があるが、この文字との関係は明らかでない。

### 用例

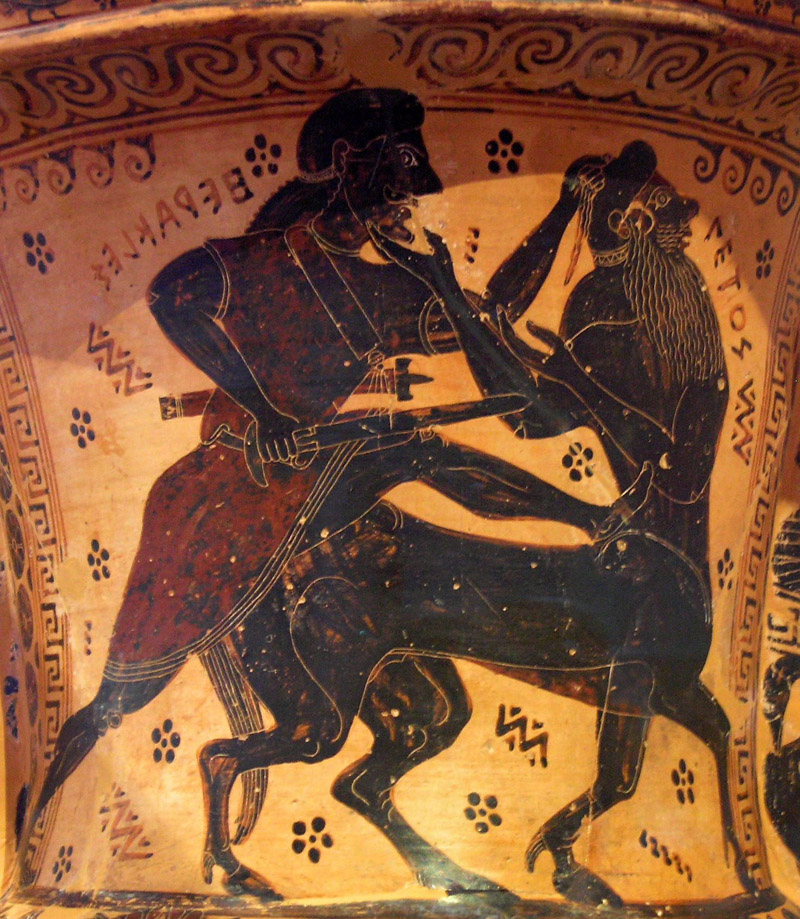
壺に描かれたヘラクレスとネッソス

紀元前7世紀末のものという壺にはネッソスの名前が「ΝΕΤΟΣ」と書かれている。通常のギリシア語では「Νεσσος」であるため、この「Τ」は実際には Ͳ のつもりであったとする説がある。
より確実なものとしては、エフェソス出土の紀元前7世紀から6世紀前半の刻文に数字の4と40を「ΤΕͲΑΡΕΣ」(=τέσσαρες)、「ΤΕͲΑΡΑϘΟΝΤΑ」(=τεσσαράκοντα) と書いた例がある。

## 数字としての使用

€-型のサンピ

通常の文字として使われなくなった「Ͳ」は、おそらく数字の900を表し「サンピ」の名で呼ばれる文字(ϡ)として生きのこった。
サンピという名称はビザンチン時代につけられたもので、おそらく ὧς ἂν πῖ 「ピーΠのような」という意味である。「ディシグマ」という別名がある。現在の字形も文字の名称も中世以降のもので、本来の文字名称は不明である。
ゴート文字では「↑」のような形をしており、数字900としてのみ使用される。文字名称は存在しない。キリル文字で900を表す「Ѧ」は、[ẽ]を表す文字であった。

## 符号位置
| 大文字 | Unicode | JIS X 0213 | 文字参照       | 小文字 | Unicode | JIS X 0213 | 文字参照       | 備考       |
| ------ | ------- | ---------- | -------------- | ------ | ------- | ---------- | -------------- | ---------- |
| Ϡ      | U+03E0  | -          | &#x3E0; &#992; | ϡ      | U+03E1  | -          | &#x3E1; &#993; | 数字       |
| Ͳ      | U+0372  | -          | &#x372; &#882; | ͳ      | U+0373  | -          | &#x373; &#883; | 古代の字形 |